# Samsung Isocell

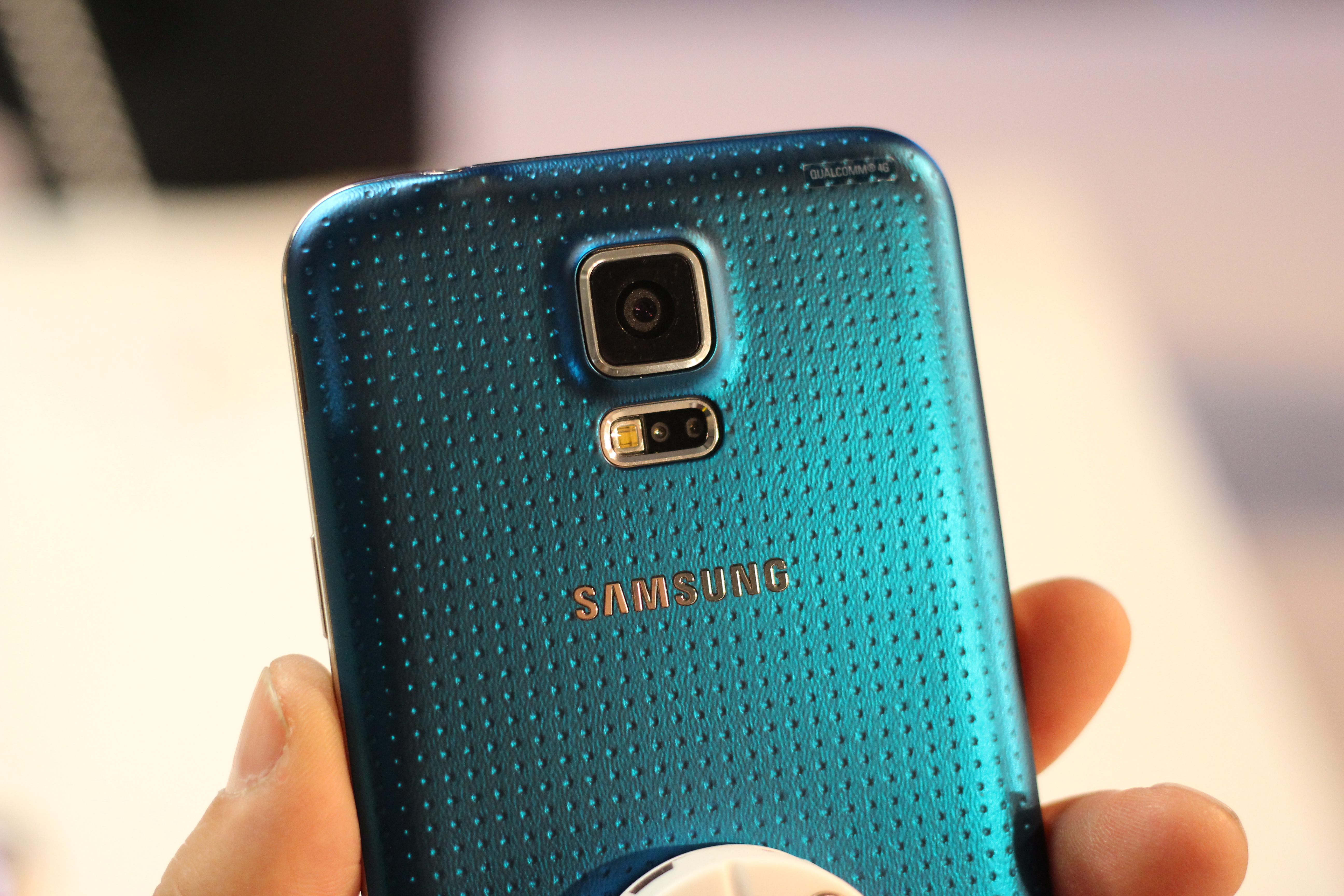
Le Samsung Galaxy S5 est équipé de cette technologie

Samsung Isocell, stylisé ISOCELL, est une série de capteurs photographiques numériques produite et vendue par Samsung Electronics. Elle consiste à séparer les pixels pour avoir moins de bruit sur les photos prises de nuit, ou dans un endroit sombre ou peu lumineux. Cette technologie est utilisée sur le Samsung Galaxy S5.